# Midland (Nouveau-Brunswick)
Pour les articles homonymes, voir Midland.
Midland est une communauté canadienne située dans le comté d'Albert, au Nouveau-Brunswick.

## Histoire
En 1866, Midland est un établissement agricole qui compte huit familles résidentes.